# Fysiotherapeutisch onderzoek
Bij fysiotherapeutisch onderzoek, soms kinesitherapeutisch onderzoek genoemd, wordt onderzoek verricht naar klachten van het bewegingsapparaat van een patiënt. Het onderzoek, uitgevoerd door de fysiotherapeut, volgt meestal op medisch onderzoek uitgevoerd door een arts. Sinds 2006 is het ook mogelijk om direct naar de fysiotherapeut te gaan zonder eerst langs te zijn geweest bij een medicus.
De therapeut verzamelt informatie over de patiënt en zijn klachten door middel van vragen, waarnemingen en functietests. Dit onderzoek is noodzakelijk omdat bij patiënten met eenzelfde medische diagnose verschillen in behandelbare symptomen en tekens gevonden kunnen worden. Een standaardbehandeling voor een bepaalde medische diagnose is dan ook niet aan te geven. Ook het aangrijpingspunt van de therapeutische prikkels is vooraf nauwelijks te bepalen. Oorsprong en uitgebreidheid van de problematiek komen gewoonlijk pas tijdens het onderzoek tot uiting. De onderzoeker dient zich te realiseren dat de gevonden fysieke symptomen (subjectieve bevindingen) en tekens (objectieve bevindingen) onderdeel vormen van de klachten van de patiënt. Het klachtenbeeld wordt dus door meerdere factoren bepaald. Pijnbeleving en pijngedrag spelen hierbij een grote rol.
Overzicht van de verschillende stappen vanaf de verwijzing door de arts of de aanmelding tot en met de eindevaluatie:
1. Verwijzing of Aanmelding
2. Basisonderzoek
  1. Anamnese
    1. Algemeen
    2. Specieel
    3. Aanvullend
    4. Hulpvraag

  2. Inspectie
    1. Algemeen
    2. Regionaal

  3. Basis-functie-onderzoek
    1. Actief functie-onderzoek
    2. Passief functie-onderzoek
    3. Weerstandsonderzoek
3. Toegevoegd onderzoek
  1. Functietests
  2. Palpatie
  3. Medische informatie
4. Medische informatie
5. Kinesitherapeutische evaluatie
6. Doelstellingen
7. Behandelplan
8. Behandelingen
9. Evolutie
10. Eindevaluatie

Om tot een optimaal onderzoeksresultaat te komen dient te onderzoeken persoon zich zo ontspannen en veilig mogelijk te voelen: 
- De patiënt krijgt informatie over waarom en hoe het onderzoek wordt uitgevoerd, en er wordt geluisterd naar informatie die hij of zij geeft. Alleen dan bestaat de mogelijkheid tot het ontwikkelen van een zinvolle behandelrelatie.
- De onderzoeksruimte dient een voor de patiënt aangename temperatuur te hebben, een duidelijke kleedruimte en een afzonderlijke plaats waar het onderzoek wordt uitgevoerd bevorderen het gevoel van privacy van de onderzochte.
- Persoonlijke hygiëne van de onderzoeker is van groot belang, zeker als men de ander tijdens de palpatie wil aanraken.
- Symmetrische verlichting is noodzakelijk, wil men zich bij de inspectie niet door schaduwwerking laten misleiden. Een heldere lichtbron en het ontbreken van sterk gekleurde gordijnen, wanden en vloeren zijn belangrijk.
- Dikwijls is het nodig de onderzochte liggend of zittend te onderzoeken. Zonder goede onderzoeksbank of zitgelegenheid is dat niet mogelijk.
- Te onderzoeken personen voelen zich vaak geïntimideerd door de aanwezigheid van allerlei technologische apparatuur. Het verdient dan ook overweging dergelijke apparatuur niet in de onderzoeksruimte te plaatsen.